# Vera Zasulič
Vera Ivanovna Zasulič (in russo Вера Ивановна Засулич?; Michajlovka, 8 agosto 1849 – Pietrogrado, 8 maggio 1919) è stata una rivoluzionaria russa.

## Biografia
Nacque a Michajlovka, nel governatorato di Smolensk, in una famiglia della piccola nobiltà impoverita. Rimasta orfana di padre nel 1852, fu allevata da parenti a Bjakolovo, presso Gžatsk, e dal 1864 studiò in una scuola privata di Mosca, dove nel 1867 ottenne il diploma di maestra.
Già impiegata a Serpuchov, dal 1868 lavorò a San Pietroburgo, dove frequentò ambienti rivoluzionari. Nel maggio del 1869 fu arrestata in quanto coinvolta nel processo Nečaev, e fu deportata nella provincia di Novgorod e poi a Tver'. Qui fu ancora arrestata per propaganda anti-governativa e fu inviata a Soligalič.

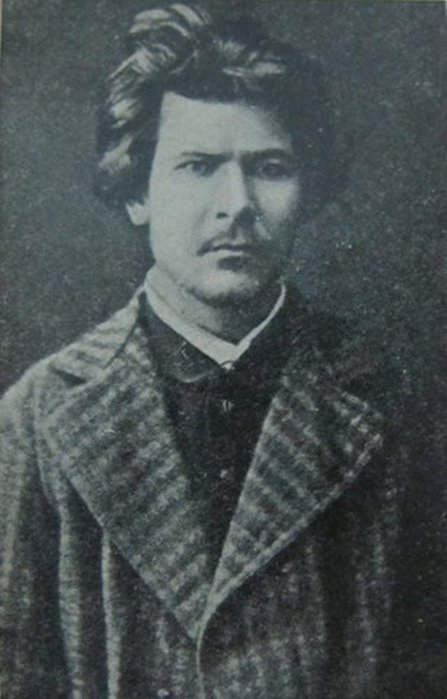
Aleksej Bogoljubov

Liberata nel 1873, frequentò a Char'kov un corso di ostetricia e aderì al circolo populista dei Ribelli del Sud (Южные бунтари, Južnye Buntari), legato a Bakunin, a Leo Deutsch e a Michail Frolenko. Nel 1875, per sfuggire all'arresto, si rifugiò a San Pietroburgo, sperando di farvi perdere le proprie tracce.
Nel luglio del 1877 il governatore di Pietroburgo, generale Fëdor Fëdorovič Trepov, noto per la sua brutalità fin da quando era stato a capo della polizia di Varsavia, fece frustare in carcere fino a farlo impazzire un detenuto politico, Aleksej Bogoljubov, colpevole di non essersi tolto il berretto innanzi a lui. Per vendicarlo, il 24 gennaio 1878 Vera Zasulič si presentò nell'ufficio di Trepov e gli sparò a bruciapelo, ferendolo gravemente.
Processata da un tribunale civile, il 31 marzo 1878 fu assolta. La sentenza provocò sorpresa ed entusiasmo tra gli ambienti liberali, e fu commentata in tutta Europa. Il regime zarista non l'accettò, mise sotto inchiesta il presidente del tribunale e già il giorno dopo cercò di arrestare nuovamente la Zasulič, che però si nascose in tempo e poi espatriò in Svezia.
Tornò illegalmente in Russia nel 1879 e fece parte della setta populista Ripartizione nera, fondata da Deutsch e Plechanov e derivata da una scissione di Zemlja i Volja. Dal 1880 si stabilì, con altri connazionali, in Svizzera, dove nel 1883 partecipò alla fondazione di un nuovo gruppo politico, l'Emancipazione del lavoro, fondato con Plechanov, Deutsch, Aksel'rod e Ignatov. Fu la prima organizzazione socialdemocratica russa, impegnata nella divulgazione del marxismo e nella polemica contro il populismo.
Dal 1894 si stabilì a Londra e scrisse su temi storici, sociali e letterari: tra questi, due monografie su Rousseau e Voltaire, e articoli su Vasilij Slepcov, Pёtr Boborykin, Dmitrij Pisarev e Nikolaj Dobroljubov. Tornata in Svizzera nel 1897, nel 1899 rientrò per breve tempo in Russia sotto falso nome, per stabilire contatti con i locali gruppi socialisti e a San Pietroburgo conobbe anche Lenin.
Partecipò nel 1900 al V congresso della Seconda Internazionale, collaborò al giornale Iskra e alla rivista Zarja. Nel 1903 partecipò al II Congresso del POSDR, tenuto a Bruxelles e a Londra, allineandosi alla corrente menscevica di Plechanov contro Lenin. In occasione della Rivoluzione del 1905 raggiunse la Russia e sostenne le tesi dei «liquidatori», ossia non fosse più necessario mantenere nel POSDR una struttura clandestina.
Nel marzo del 1917 tornò definitivamente a Pietrogrado. Malgrado l'avvenuta rivoluzione, sostenne la necessità di continuare la guerra a fianco degli alleati franco-inglesi e appoggiò il governo provvisorio, una coalizione di liberali e di parte dei socialisti-rivoluzionari e di menscevichi. Condannò la Rivoluzione d'ottobre, che giudicò prematura, in quanto interrompeva lo sviluppo della rivoluzione democratico-borghese.
Morì l'8 maggio 1919 e fu sepolta nel cimitero di Volkovo.

## Scritti
- Schizzo di storia dell'Associazione internazionale dei lavoratori, Ginevra, 1889
- Jean-Jacques Rousseau, San Pietroburgo, 1898
- Voltaire, San Pietroburgo, 1909
- I rivoluzionari borghesi, Pietrogrado, 1921
- Memorie, Mosca, 1931
- Opere scelte, Mosca, Mysl', 1983

## Riferimenti nelle arti
L'attentato a Trepov viene menzionato nel film Pane e tulipani diretto da Silvio Soldini nel 2000, nel quale si afferma che la protagonista, interpretata da Licia Maglietta, sia molto somigliante a Vera Zasulič.